# Estación de Abatxolo
Abatxolo es una estación subterránea de la línea 2 del Metro de Bilbao, situada en el barrio de Azeta, entre la villa de Portugalete y el concejo de Sestao, e inaugurada el 20 de enero del 2007. Su tarifa corresponde a la zona 2. 
Para elegir el nombre de la estación, los vecinos de Azeta y Repelega participaron en una consulta popular. Tenían dos posibilidades: Abatxolo (nombre de una calle) y Azeta (nombre del barrio), ganando con un 54% el nombre de Abatxolo, ya que aunque el barrio se llama Azeta, fuera de él es más conocido con el nombre de esa calle, Abatxolo. Inicialmente, la salida de la Calle Azeta, 2 (salida Azeta) tenía proyectadas unas rampas mecánicas en su pasillo pero por razones desconocidas no se llegaron nunca a instalar.

## Accesos
- Calle Los Palangreros, 9 (salida Los Palangreros)
- Calle Azeta, 2 (salida Azeta)
- Calle Abatxolo, 36

### Accesos nocturnos
- Calle Los Palangreros, 9 (salida Los Palangreros)
- Calle Abatxolo, 36

## Conexiones
- Bizkaibus (salida Azeta)

## Galería

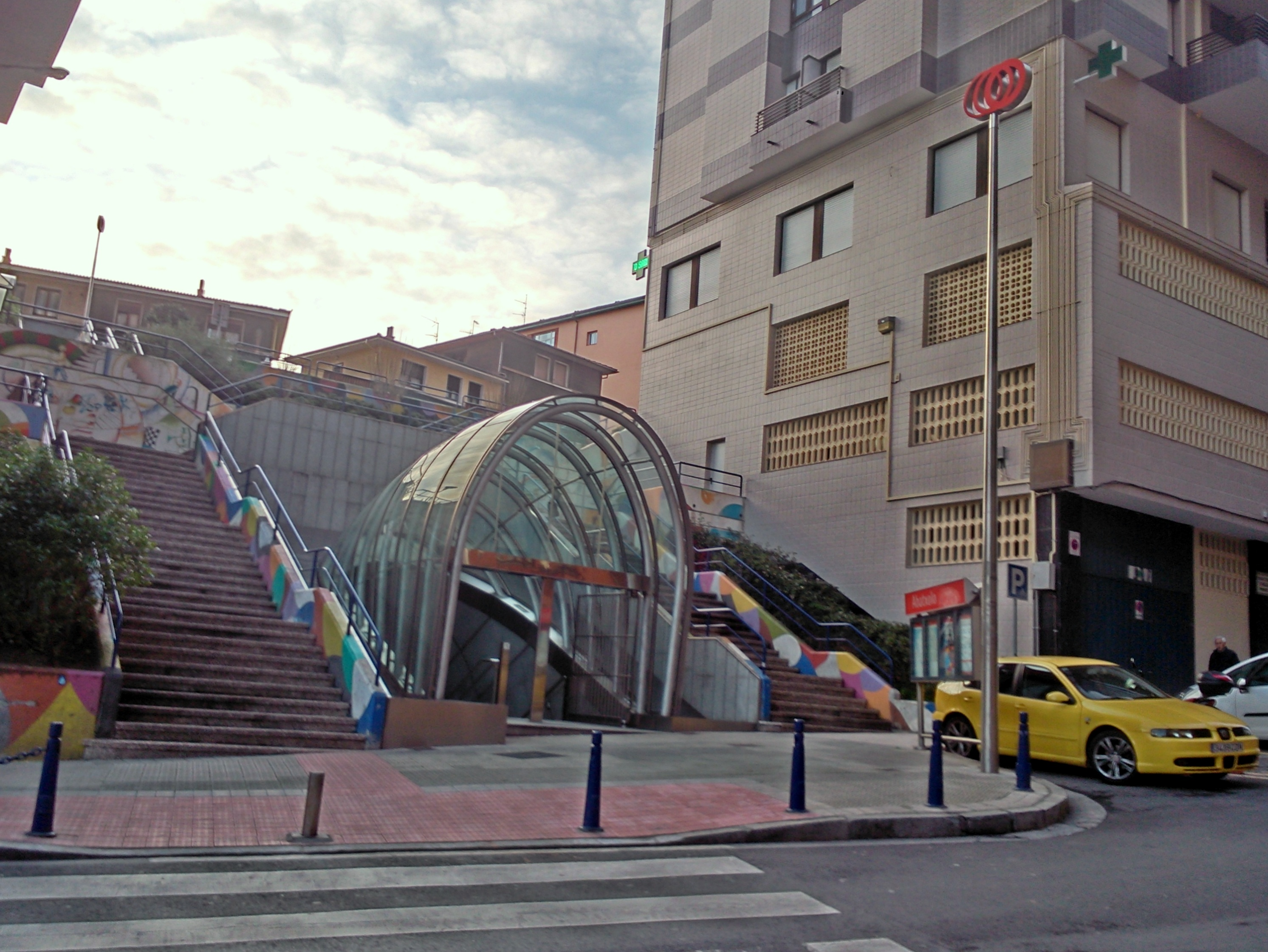
Acceso Los Palangreros
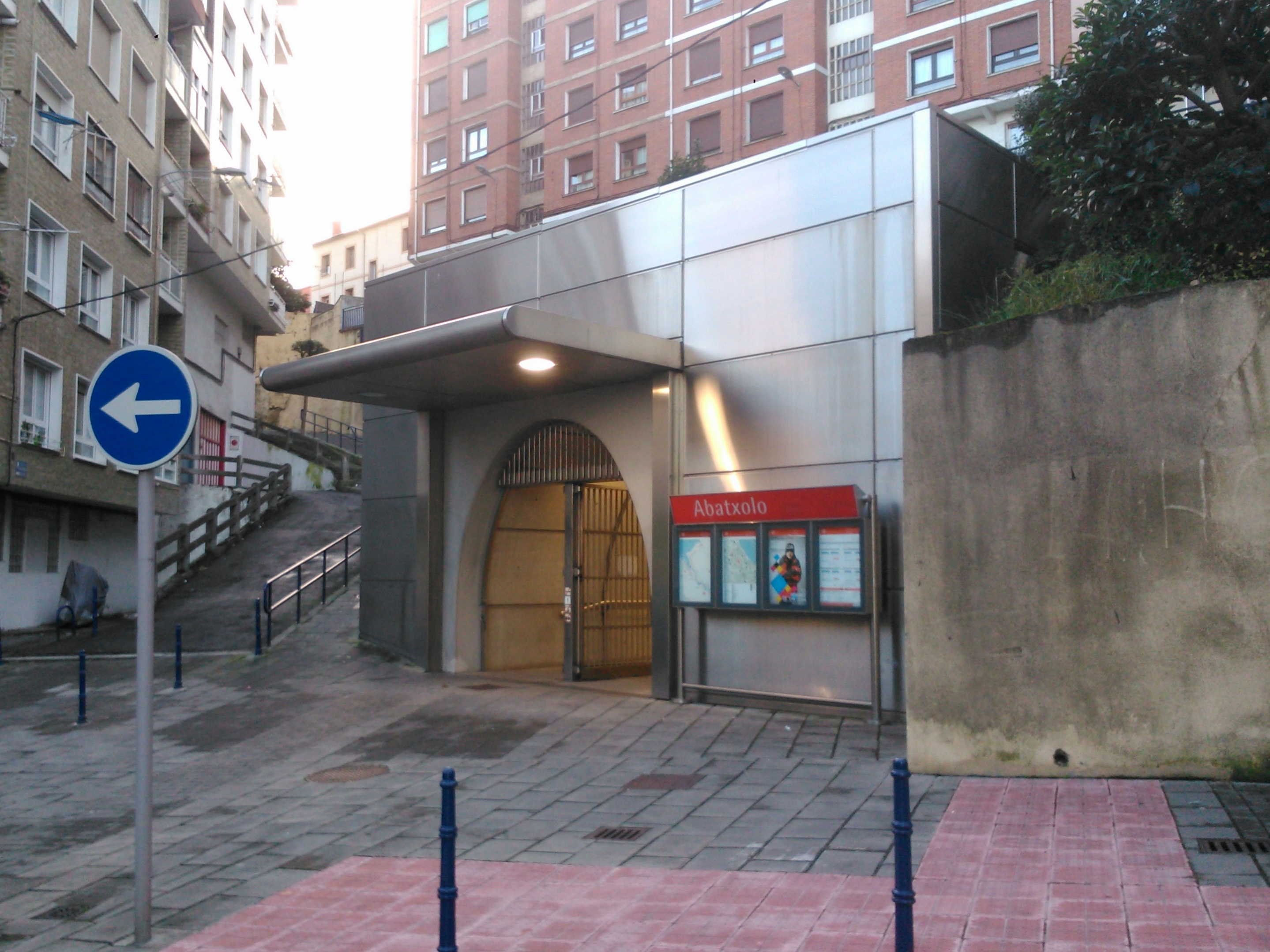
Acceso Azeta
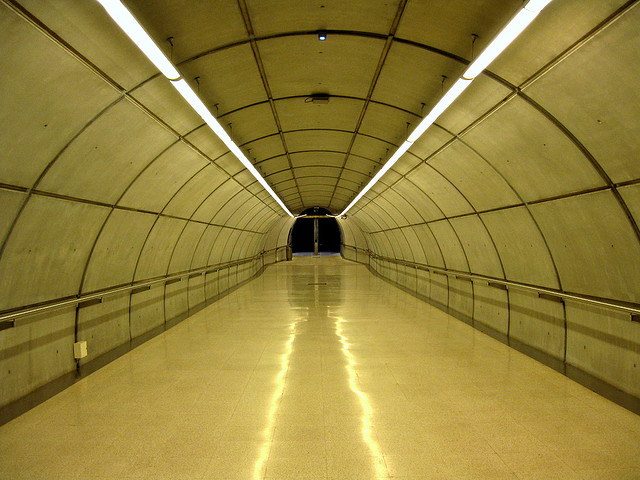
Pasillo del acceso Azeta